# Saliunca mimetica
Saliunca mimetica es una especie de mariposa de la familia Zygaenidae.
Fue descrita científicamente por Jordan en 1907.